# Prácticas Sociales Genocidas
Prácticas Sociales Genocidas es un concepto acuñado por el sociólogo argentino Daniel Eduardo Feierstein y da cuenta de la especificidad que la tecnología de poder genocida tiene desde una mirada sociológica. La categoría es complementaria y heredera de los conceptos de Raphael Lemkin quien nombrara por primera vez como genocidios estos procesos de crímenes de Estado (desarrollados entre otros por el equipo de investigadores del State Crime Initiative en Queen Mary University).
Pero el concepto de prácticas sociales genocidas intenta una comprensión del genocidio como tecnología de poder y una extensión en el tiempo, que lo convierte en una herramienta distinta a su expresión jurídica (el término genocidio) ya que incluye tanto las prácticas sociales previas necesarias para su construcción (estigmatización, hostigamiento, aislamiento, debilitamiento sistemático) como las consecuencias posteriores (realización simbólica, negacionismo, procesos de lucha por la memoria).
El concepto de prácticas sociales genocidas observa al genocidio en tanto práctica social y plantea el análisis de las distintas posibilidades históricas en las formas que asume el exterminio, a las que categoriza como constituyentes, colonialistas, pos-coloniales y reorganizadores, implicando cuatro usos diferenciales del exterminio.

## Utilización para el análisis de casos históricos
El concepto de prácticas sociales genocidas fue utilizado en sentencias de primera instancia del proceso de juzgamiento argentino con respecto a los hechos ocurridos durante el período de la última dictadura militar (1976-1983), como ser las del Tribunal Oral Federal n º 1 de La Plata (Causas “Etchecolatz”, “Von Wernich”, “Manacorda”, “Vañek” entre otras), del Tribunal Oral Federal de San Luis (Causa “Fiochetti”), Tribunal Oral Federal de Mar del Plata (Causas “Rezett”, “Base Naval III y IV” entre otras), Tribunal Oral Federal n º 1 de Mendoza (Causas “Menéndez Sánchez” y “Furio”) Tribunal Oral Federal de Bahía Blanca (Causa “Bayon”, “Cabezón” y “Fracassi”), Tribunal Oral Federal de Entre Ríos (Causas “Harguindeguy y Díaz Bessone” y “Céparo”), Tribunal Oral Federal de Jujuy (Causas “Álvarez” y “Vargas”), Tribunal Oral Federal de Formosa (Causa “Camicha” y “Domato”), Tribunales Orales Federales n º 1 y n º 2 de Rosario (Causas “Guerrieri” y “Nast”), entre otros.
Asimismo, el concepto también fue utilizado por otros académicos en Argentina y en el exterior, como ser los trabajos del State Crime Initiative (desarrollados por Penny Green y Thomas MacManus) sobre la persecución de la población rohingya en Myanmar, los del investigador japonés de la Universidad de Osaka, Akihisa Matsuno, sobre la persecución anticomunista en Indonesia a partir de 1965 o por el investigador guatemalteco de la Universidad de Puebla, México, Carlos Figueroa Ibarra para pensar las persecuciones contra disidentes políticos y poblaciones mayas en Guatemala a partir de 1954, entre muchos otros casos analizando situaciones en Camboya, Colombia, Chile, Uruguay y la ex Yugoslavia.

## Incorporación en los estudios sobre el genocidio
El concepto de prácticas sociales genocidas y la periodización asociada al mismo fue incorporado como insumo en las diversas obras que analizan el recorrido de los estudios sobre genocidio y su extensa utilización en la región de América Latina (para analizar los casos de Argentina, Chile, Colombia, México, Uruguay, entre otros) le valió la calificación de "escuela latinoamericana" de los estudios sobre genocidio (véase Adam Jones (2017) Genocide. A comprehensive introduction, third edition, Routledge-Taylor and Francis publishers). Feierstein fue elegido presidente de la International Association of Genocide Scholars en 2013 (cargo que desempeñó hasta 2015), entre otros motivos por el aporte del concepto de prácticas sociales genocidas. También numerosas sentencias del Tribunal Permanente de los Pueblos utilizaron dicha categoría, como ser las de los casos de México (2014), Myanmar (2017) y Sri Lanka (2010 y 2013).

## Estudios críticos sobre genocidio

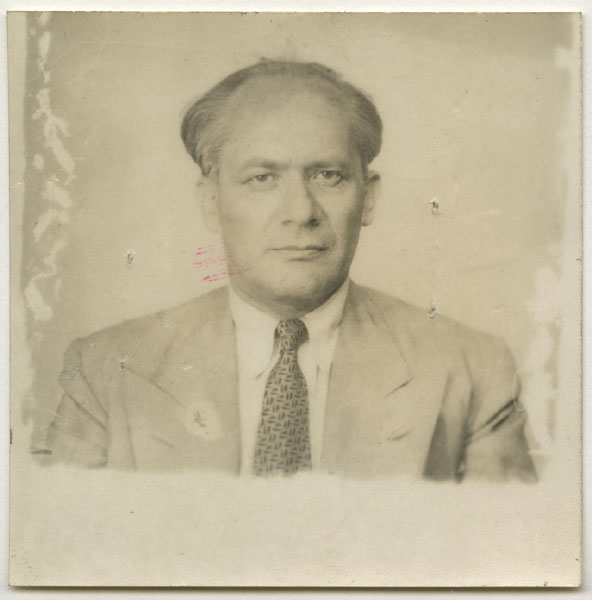
Lemkin Raphael. (1900-1959)

Dentro de los estudios sobre genocidio, Raphael Lemkin es considerado el padre fundador del campo. Al igual que Boas, Lemkin es recordado por su trabajo conceptual (acuñando y definiendo el término "genocidio" y escribiendo una historia sobre el genocidio)
Los orígenes de los estudios sobre genocidio también están estrechamente ligados a otra disciplina que surgió de las ruinas del holocausto: los estudios sobre el holocausto. Este campo comenzó a aparecer recién después de los juicios de a Eichmann y sobre Auschwitz en la década de 1960, la publicación del libro de Arendt, Eichmann en Jerusalém, la guerra árabe - israelí de 1967, y lo crecientes esfuerzos de conmemoración.